# Steve Erceg
Stephen Vincenzo Erceg (Perth, 27 de junio de 1995) es un artista marcial mixto australiano que actualmente compite en la división de peso mosca del Ultimate Fighting Championship (UFC). A partir del 30 de julio de 2024, ocupa el puesto #8 en la clasificación de peso mosca de UFC.

## Primeros años
Erceg nació en Perth, Australia Occidental en una familia de ascendencia croata. Asistió a Corpus Christi College durante su educación y ha declarado que era un "gran fanático de la WWE " en su juventud. Su interés en la lucha libre profesional lo llevó a descubrir las artes marciales mixtas cuando vio a Brock Lesnar competir contra Frank Mir en UFC 81 y posteriormente decidió comenzar a entrenar MMA en su gimnasio local. Su apodo 'Astroboy' proviene del parecido de Erceg en su juventud con el personaje de manga japonés Astro Boy.

## Carrera de artes marciales mixtas

### Carrera temprana
Comenzando su carrera en 2016, Erceg luchó en promociones australianas como Hex Fighting Series y Eternal MMA, ganando el título de peso mosca en esta última y compilando un récord de 9-1 antes de firmar con UFC.

### Ultimate Fighting Championship
Erceg estaba programado para enfrentarse a Clayton Carpenter en la sexta temporada de Dana White's Contender Series en 2022 y UFC Fight Night: Dern vs. Hill en mayo de 2023, pero Erceg se retiró en ambas ocasiones debido a problemas de visa. La pelea había sido reprogramada para UFC on ESPN: Strickland vs. Magomedov el 1 de julio de 2023, pero fue descartada después de que Carpenter se retirara debido a una lesión no revelada.
Al hacer su debut en UFC, Erceg se enfrentó a David Dvořák el 10 de junio de 2023 en UFC 289, reemplazando a Matt Schnell. En una sorpresa, ganó la pelea por decisión unánime. La victoria también le valió a Erceg su primer premio extra de Actuación de la Noche.
Estaba previsto que Erceg se enfrentara a Matt Schnell el 11 de noviembre de 2023 en UFC 295. Sin embargo, Schnell se retiró de la pelea por razones desconocidas y fue reemplazado por Alessandro Costa. Erceg ganó la pelea por decisión unánime.
La pelea con Matt Schnell fue reprogramada para el 2 de marzo de 2024 en UFC Fight Night 238. Erceg ganó la pelea en el segundo asalto por nocaut con un gancho de izquierda. Esta pelea le valió el premio Actuación de la Noche. 
Erceg enfrentó a Alexandre Pantoja por el Campeonato de Peso Mosca de UFC el 4 de mayo de 2024 en UFC 301. Erceg perdió la pelea por decisión unánime.
Erceg se enfrentó a Kai Kara-France el 18 de agosto de 2024 en UFC 305. Perdió la pelea por nocaut técnico en el primer asalto.
Erceg se enfrentó a Brandon Moreno el 25 de marzo de 2025 en UFC on ESPN 64. Perdió la pelea por decisión unánime.

## Campeonatos y logros
- Ultimate Fighting Championship
  - Actuación de la Noche (dos veces) vs. David Dvořák y Matt Schnell[16][22]
- Eternal MMA
  - Campeonato de Peso Mosca de Eternal MMA (Una vez)

## Récord de artes marciales mixtas
| Récord profesional | Récord profesional | Récord profesional |
| 16 peleas          | 12 victorias       | 4 derrotas         |
| ------------------ | ------------------ | ------------------ |
| Nocaut             | 2                  | 1                  |
| Sumisión           | 6                  | 0                  |
| Decisión           | 4                  | 3                  |

| Resultado | Récord | Oponente          | Método                      | Evento                                  | Fecha                   | Ronda | Tiempo | Localización                     | Notas                                               |
| --------- | ------ | ----------------- | --------------------------- | --------------------------------------- | ----------------------- | ----- | ------ | -------------------------------- | --------------------------------------------------- |
| Victoria  | 13-4   | Ode' Osbourne     | Desición (unánime)          | UFC on ESPN: Dolidze vs. Hernández      | 9 de agosto de 2025     | 3     | 5:00   | Las Vegas, Nevada                |                                                     |
| Derrota   | 12–4   | Brandon Moreno    | Decisión (unánime)          | UFC on ESPN: Moreno vs. Erceg           | 29 de marzo de 2025     | 5     | 5:00   | Ciudad de México                 |                                                     |
| Derrota   | 12–3   | Kai Kara-France   | TKO (puñetazos)             | UFC 305                                 | 18 de agosto de 2024    | 1     | 4:04   | Perth                            |                                                     |
| Derrota   | 12–2   | Alexandre Pantoja | Decisión (unánime)          | UFC 301                                 | 4 de mayo de 2024       | 5     | 5:00   | Río de Janeiro                   | Por el Campeonato de Peso Mosca de UFC.             |
| Victoria  | 12–1   | Matt Schnell      | KO (puñetazo)               | UFC Fight Night: Rozenstruik vs. Gaziev | 2 de marzo de 2024      | 2     | 0:26   | Las Vegas, Nevada                | Actuación de la noche.                              |
| Victoria  | 11–1   | Alessandro Costa  | Decisión (unánime)          | UFC 295                                 | 11 de noviembre de 2023 | 3     | 5:00   | Ciudad de Nueva York, Nueva York |                                                     |
| Victoria  | 10–1   | David Dvořák      | Decisión (unánime)          | UFC 289                                 | 10 de junio de 2023     | 3     | 5:00   | Vancouver British Columbia       | Actuación de la noche.                              |
| Victoria  | 9–1    | Soichiro Hirai    | Sumisión (rear-naked choke) | Eternal MMA 73                          | 11 de febrero de 2023   | 1     | 1:46   | Perth                            |                                                     |
| Victoria  | 8–1    | Paul Loga         | Sumisión (guillotine choke) | Eternal MMA 62                          | 30 de octubre de 2021   | 1     | 2:31   | Perth                            | Defendió el campeonato de peso mosca de Eternal MMA |
| Victoria  | 7–1    | Cody Haddon       | Decisión (unánime)          | Eternal MMA 60                          | 5 de junio de 2021      | 3     | 5:00   | Perth                            |                                                     |
| Victoria  | 6–1    | Shannon Ross      | Sumisión (rear-naked choke) | Eternal MMA 52                          | 7 de marzo de 2020      | 1     | 4:28   | Gold Coast                       | Ganó el campeonato de peso mosca de Eternal MMA     |
| Victoria  | 5–1    | Paul Loga         | KO (puñetazo)               | Eternal MMA 47                          | 7 de septiembre de 2019 | 1     | 1:31   | Perth,                           |                                                     |
| Victoria  | 4–1    | Tim Moore         | Sumisión (rear-naked choke) | Eternal MMA 45                          | 25 de mayo de 2019      | 3     | 3:15   | Southport,                       |                                                     |
| Victoria  | 3–1    | Mark Familiari    | Sumisión (rear-naked choke) | Eternal MMA 41                          | 2 de marzo de 2019      | 1     | 4:15   | Perth,                           | Debut en peso gallo.                                |
| Victoria  | 2–1    | Choi Seung-guk    | Decisión (unánime)          | Hex Fight Series 15                     | 21 de julio de 2018     | 3     | 5:00   | Northbridge                      |                                                     |
| Derrota   | 1–1    | Sean Gauci        | Decisión (unánime)          | Hex Fight Series 11                     | 1 de septiembre de 2017 | 3     | 5:00   | Melbourne,                       |                                                     |
| Victoria  | 1–0    | Ryan Robertson    | Sumisión (guillotine choke) | CDL Super Card                          | 12 de febrero de 2016   | 2     | N/A    | Perth,                           | Debut en peso mosca.                                |

## Peleas en Pay-per-view
| N.º | Evento  | Pelea             | Fecha             | Sede          | Ciudad                 | Compras de PPV |
| --- | ------- | ----------------- | ----------------- | ------------- | ---------------------- | -------------- |
| 1.  | UFC 301 | Pantoja vs. Erceg | 4 de mayo de 2024 | Farmasi Arena | Río de Janeiro, Brasil | No divulgado   |